# Der Verführte
Der Verführte è un film muto del 1913 diretto da Max Obal, Stellan Rye e Carl Ludwig Schleich.

## Produzione
Il film venne girato nei Bioscop-Atelier di Neubabelsberg, a Potsdam, prodotto dalla Deutsche Bioscop GmbH (Berlin).

## Distribuzione
La pellicola viene considerata presumibilmente perduta